# لوس کابوس

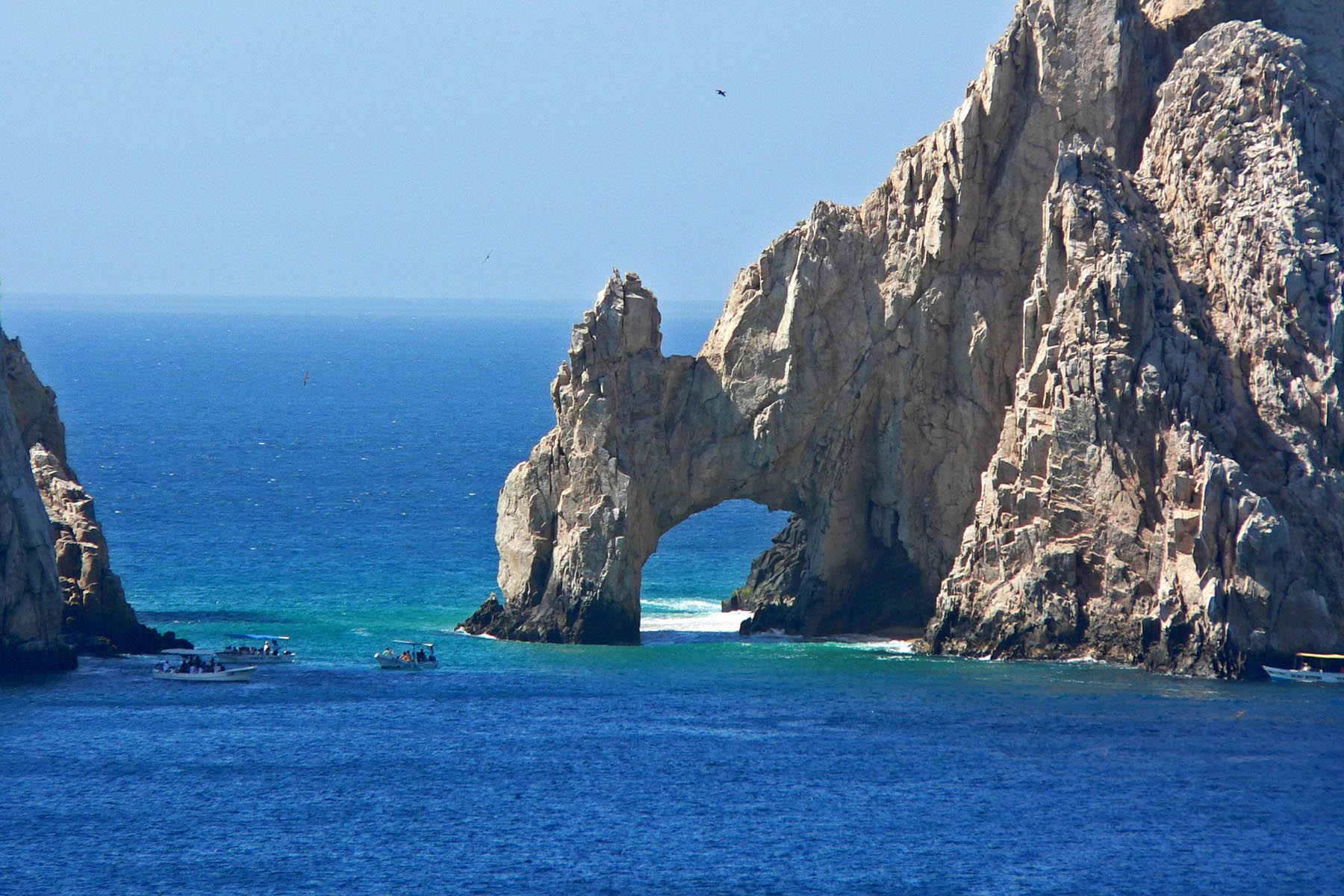
تاق قوسی‌شکل در کابو سان لوکاس.

لوس کابوس (به اسپانیایی: Los Cabos) منطقه‌ای توریستی و خوش آب و هوا در ایالت باحا کالیفرنیا سور در کشور مکزیک است. در مکزیک شهرهای کابو سان لوکاس و سن حوزه دل کابو را به اصطلاح «لوس کابوس» می‌نامند.
در تاریخ ۱۸ ژوئن ۲۰۱۲ میلادی، نشست بیست اقتصاد بزرگ جهان، موسوم به «گروه ۲۰» در منطقه لوس کابوس مکزیک برگزار شد.